# تیم ملی بسکتبال چکسلواکی
تیم ملی بسکتبال چکسلواکی ( چکی: Československá basketbalová reprezentace ، اسلواکی: Československé národné basketbalové mužstvo) از سال ۱۹۹۲ تا ۱۹۳۲ نماینده چکسلواکی در مسابقات بین‌المللی بسکتبال بود. پس از انحلال چکسلواکی در سال ۱۹۹۳ ، جمهوری چک و اسلواکی تیم های ملی خود را ایجاد کردند. از آنجا که تیم ملی بسکتبال جمهوری چک امروز به عنوان جانشین تیم چکسلواکی شناخته می شود.